# Bony de Pui Redon
El Bony de Pui Redon és una muntanya de 1.001 metres que es troba al municipi de Montferrer i Castellbò, a la comarca de l'Alt Urgell.